# Laputa
Laputa, l'isola volante degli scienziati pazzi, è un luogo immaginario descritto nel romanzo I viaggi di Gulliver di Jonathan Swift. Gulliver incontra Laputa nel suo terzo viaggio, dopo i lillipuziani e i giganti.

## Descrizione
Laputa è un'isola o una roccia volante con una base d'adamante, che può essere manovrata dai suoi abitanti utilizzando un gigantesco magnete. La popolazione dell'isola consiste principalmente di gente colta nella tecnologia, nell'astronomia, nella matematica e nella musica, ma di scarsissimo senso pratico. Il resto della popolazione è costituito da servitori. L'intento satirico di Swift è evidente nella rappresentazione delle varie incapacità e fissazioni degli abitanti di questo luogo, malgrado un (apparentemente) alto livello tecnologico e la sua forza militare. Non mancano delle frecciate contro la contemporanea Royal Society.

## Curiosità
- Swift attribuisce agli astronomi di Laputa la scoperta di due lune di Marte. All'epoca, i due satelliti Deimos e Fobos non erano ancora noti.

## Influenza culturale
- Nel romanzo Uomovivo (1912), Gilbert Keith Chesterton paragona le balene saltanti con "l'isola alata di Laputa".
- Nel film Il dottor Stranamore - Ovvero: come ho imparato a non preoccuparmi e ad amare la bomba (1964) di Stanley Kubrick, l'immaginaria base missilistica sovietica di Laputa viene indicata come obiettivo di attacco primario per il B52 del maggiore Kong.
- Nel film d'animazione Laputa - Castello nel cielo (1986) di Hayao Miyazaki, il nome dell'isola di Swift viene attribuito a una misteriosa isola volante e l'autore e la sua opera vengono nominati dal protagonista.